# Municipio de Comstock (Minnesota)
El municipio de Comstock (en inglés: Comstock Township) es un municipio ubicado en el condado de Marshall en el estado estadounidense de Minnesota. En el año 2010 tenía una población de 105 habitantes y una densidad poblacional de 0,9 personas por km².

## Geografía
El municipio de Comstock se encuentra ubicado en las coordenadas 48°13′42″N 96°33′58″O / 48.22833, -96.56611. Según la Oficina del Censo de los Estados Unidos, el municipio tiene una superficie total de 117.2 km², de la cual 117,2 km² corresponden a tierra firme y (0 %) 0 km² es agua.

## Demografía
Según el censo de 2010, había 105 personas residiendo en el municipio de Comstock. La densidad de población era de 0,9 hab./km². De los 105 habitantes, el municipio de Comstock estaba compuesto por el 100 % blancos. Del total de la población el 0,95 % eran hispanos o latinos de cualquier raza.